# Ahmet Serhat Hacıpaşalıoğlu
Ahmet Serhat Hacıpaşalıoğlu (Isztambul, 1964. október 24. –) török énekes. 
Ő képviselte San Marinót a 2016-os és a 2019-es Eurovíziós Dalfesztiválon.

## Diszkográfia

### Kislemezek
- 1997: „Rüya“
- 1997: „Ben Bir Daha“
- 2004: „Total Disguise“ (Viktor Lazloval)
- 2005: „Chocolate Flavour“
- 2008: „I Was So Lonely“ (Tamara Gwerdtsitelivel)
- 2008: „Ya + Ti“ (Tamara Gwerdtsitelivel)
- 2008: „No No Never“ (Tamara Gwerdtsitelivel)
- 2014: „Je M’Adore“
- 2016: „I Didn’t Know“[1][2]
- 2017: „I Didn’t Know“ (Martha Washsal)
- 2018: „Total Disguise“ (Elena Paparizouval)
- 2019: Shrek Fruity (a NOTXLAS-szal)

## Külső hivatkozások
- Hivatalos weboldal
- Official website of End Productions

## Fordítás
- Ez a szócikk részben vagy egészben  a   Serhat (singer) című angol Wikipédia-szócikk fordításán alapul.  Az eredeti cikk szerkesztőit annak laptörténete sorolja fel. Ez a jelzés csupán a megfogalmazás eredetét és a szerzői jogokat jelzi, nem szolgál a cikkben szereplő információk forrásmegjelöléseként.